# Закон ћутања (филм)
Закон ћутања (енгл. Code of Silence) је амерички акциони филм из 1985. године са Чаком Норисом у главној улози.

## Радња филма
Чак Норис у овом филму глуми полицајца Едија Кјузака из Чикага у борби против нaрко мафије. У једном тренутку он ће морати да преузме ствар у своје руке, јер нико не жели да прекрши закон ћутања.

## Улоге
| Глумац          | Улога                  |
| --------------- | ---------------------- |
| Чак Норис       | Еди Кјузак             |
| Хeнри Силвa     | Луис Комачо            |
| Берт Ремсен     | капетан Кејтс          |
| Моли Хејган     | Дијана Луна            |
| Дeнис Фaрина    | детектив Дорато        |
| Мајк Џеновезе   | Тони Луна              |
| Нејтан Дејвис   | Феликс Скалезе         |
| Ралф Фуди       | детектив Крејги        |
| Ален Хамилтон   | Тед Пирели             |
| Рон Хенрикес    | Виктор Комачо          |
| Џо Гузалдо      | детектив Ник Копалас   |
| Рон Дин         | детектив Бренан        |
| Џозеф Ф. Косала | поручник Кобас         |
| Вилберт Бредли  | Спајдер                |
| Џин Барџ        | детектив Мјусик        |
| Рони Барон      | Док                    |
| Џон Махони      | представник „Праулера“ |